# Eburia cinnamomea
Eburia cinnamomea är en skalbaggsart som beskrevs av Edmond Jean-Baptiste Fleutiaux och Sallé 1889. Eburia cinnamomea ingår i släktet Eburia och familjen långhorningar.
Artens utbredningsområde är Guadeloupe. Inga underarter finns listade i Catalogue of Life.